# Hang Ma, Thái Lan
Hang Ma hay Hang Thần, Hang Phimaen (tiếng Thái: ถ้ำผีแมน, tham phi maen, tiếng Anh: Spirit Cave) là một di chỉ khảo cổ nổi tiếng ở Pang Mapha, tỉnh Mae Hong Son, tây bắc Thái Lan, sát biên giới với Myanmar. Đây là nơi người tiền sử săn bắt và hái lượm thuộc Văn hóa Hòa Bình đã cư trú vào từ khoảng 11 đến 7,5 Ka BP (Kilo annum before present: ngàn năm trước đây) .

## Vị trí
Di chỉ nằm ở độ cao 650 m trên một sườn đồi nhìn xuống một dòng suối nhỏ. Sông Salween, một trong những con sông dài nhất Đông Nam Á, nằm cách về phía bắc gần 50 km trên lãnh thổ Myanmar.
Di chỉ được Chester Gorman  khai quật vào giữa những năm 1960. Có hai di chỉ quan trọng khác ở gần đó là di chỉ hang Thung lũng Banyan (Banyan Valley Cave) và di chỉ hang Steep Cliff (Steep Cliff Cave, hay hang Pa Chan), cũng được Gorman khai quật và được xác định là cùng nhóm. Di vật từ hang Pa Chan đã được định tuổi bằng C14 cho ra tuổi 7,5-5,5 Ka BP.
Di chỉ được định thời vào thời kỳ đồ đá hoặc đá mới, một giai đoạn trong sự phát triển của công nghệ của con người mà theo truyền thống là phần cuối cùng của thời kỳ đồ đá. Đã có sự bắt đầu gia tăng của nông nghiệp, nó dẫn đến "cuộc cách mạng đồ đá mới" (hay cuộc cách mạng nông nghiệp) và kết thúc khi các công cụ kim loại trở nên phổ biến trong thời đại đồ đồng .

## Thuần hóa cây trồng
Gorman cho rằng ở Hang Ma thu được các di vật của Prunus (hạnh nhân), Terminalia, Areca (trầu), Vicia (đậu Hà Lan) hoặc Phaseolus, Pisum (hạt đậu) hoặc Raphia Lagenaria (bầu chai), Trapa (dẻ hạt), Piper (hạt tiêu), Madhuca (butternut), trám, Aleurites (keo), và Cucumis (dưa chuột) trong các lớp có niên đại cỡ 11,8 đến 10,5 Ka BP. Các mẫu vật được phục hồi từ di vật không có sự khác nhau với kiểu hình hoang dã của chúng.
Ông đề nghị rằng chúng có thể đã được sử dụng như thực phẩm, gia vị, chất kích thích, và cho chiếu sáng. Đặc biệt các loại cây họ đậu "thể hiện là loại cây được thuần hóa rất sớm". Sau đó, ông đã viết rằng "Cho dù họ là người cấy trồng chắc chắn đến đâu vẫn còn để ngỏ... Điều quan trọng là, và những gì chúng tôi có thể nói chắc chắn, đó là những di vật chỉ ra việc sử dụng sớm và khá phức tạp những loài cây trồng cụ thể, mà còn rất quan trọng về mặt văn hóa trong khu vực Đông Nam Á" .
Năm 1972 Solheim W.G. giám đốc một dự án nghiên cứu trong đó có Hang Ma, xuất bản một bài báo trên tạp chí Scientific American thảo luận về những phát hiện từ Hang Ma. Trong khi Solheim lưu ý rằng các mẫu vật có thể "chỉ đơn thuần là các loài hoang dã được thu thập từ các vùng nông thôn xung quanh", ông tuyên bố rằng các cư dân tại Hang Ma có "một kiến thức tiên tiến về trồng trọt". Biểu đồ thời gian do Solheim đưa ra cho thấy rằng "nông nghiệp sơ khai" đã bắt đầu khoảng 22 Ka BP ở Đông Nam Á. Ông cũng gợi ý rằng công nghệ gốm đã được phát minh ra ở đây khoảng 15 Ka BP mặc dù tại Hang Ma không có di vật đồ gốm ở thời kỳ trước 8,8 Ka BP.
Mặc dù Solheim kết luận rằng việc phục dựng của ông là "phần lớn là giả thuyết", những lời nói quá của ông về kết quả khai quật của Gorman đã dẫn đến ý nghĩa tăng cao của nông nghiệp thuộc Văn hóa Hòa Bình. Những tuyên bố đã làm giảm ý nghĩa của Hang Ma là một di chỉ với bằng chứng được bảo quản tốt các sinh hoạt của con người và điều kiện môi trường cổ trong Văn hóa Hòa Bình.

## Chỉ dẫn
1. ↑  Chester Gorman (1938-1981) là nhà nhân chủng học và khảo cổ học người Mỹ, làm việc chủ yếu ở khu vực Đông Nam Á. Các di chỉ quan trọng nhất mà ông làm việc là Ban Chiang ở đông bắc Thái Lan và Spirit Cave ở tây bắc Thái Lan, là những di chỉ lớn của Văn hóa Hòa Bình. Ông mất sớm vì bệnh ung thư.[3]